# Даник Андрій Миколайович
Андрі́й Микола́йович Да́ник (нар. 26 жовтня 1978, Кіровоград) — генерал-майор, Державна служба України з надзвичайних ситуацій, голова  ДСНС (із 28 червня 2024).
З 28 червня 2024 — голова ДСНС .

## Життєпис
Народився 26 жовтня 1978 року в місті Кіровограді.
2002 році закінчив Черкаський інститут пожежної безпеки імені Героїв Чорнобиля МВС України, спеціальність — пожежна безпека, кваліфікація — інженер пожежної безпеки.
З липня 1998 року — начальник караулу 79-ї самостійної державної пожежної частини м. Старобешеве управління державної пожежної охорони УМВС України в Донецькій області. З січня 1999 року — по грудень 2003 року — працював на різних посадах 79-ї самостійної державної пожежної частини м. Старобешеве Головного управління МНС України в Донецькій області. З грудня 2004 року — начальник служби державного пожежного нагляду по обслуговуванню сільської місцевості Старобешівського районного відділу Головного управління МНС України в Донецькій області. З листопада 2005 року — начальник Старобешівського районного відділу Головного управління МНС України в Донецькій області, а з травня 2012 року — начальник відділу цивільного захисту у Старобешівському районі Головного територіального управління МНС у Донецькій області.
З липня 2012 року — начальник 17-го державного пожежно-рятувального загону Головного територіального управління МНС у Донецькій області, а з травня 2013 року — перебував у розпорядженні начальника Головного управління ДСНС України у Донецькій області.
З червня 2013 року — начальник Старобешівського районного відділу Головного управління ДСНС України у Донецькій області, а з січня 2015 року — начальник 17-го Аварійно-рятувального загону спеціального призначення Головного управління ДСНС України у Донецькій області.
З серпня 2015 року — заступник начальника Головного управління ДСНС України у Донецькій області.
З січня 2020 року до вересня 2023 перебував на посаді начальника Головного управління ДСНС України у Черкаській області.
8 вересня 2023 року по 27 лютого 2024 року т.в.о. першого заступника голови Державної служби України з надзвичайних ситуацій.
З 27 лютого 2024 Тимчасово виконуючий обов'язки Голови ДСНС .
З 28 червня 2024 призначений керівником ДСНС.
23 серпня 2024 присвоєно спеціальне звання генерал-майора.

## Нагороди
- 2005 — відзнака МНС України «За відвагу в надзвичайній ситуації» II ступеня;
- 2009 — Почесна відзнака МНС України;
- 2009 — нагрудний знак «Знак Пошани»;
- 2015 — нагрудний знак «За відвагу в надзвичайній ситуації» (2015 рік);
- 2015 — орден «За мужність» III ступен — за особисту мужність і героїзм, виявлені у захисті державного суверенітету та територіальної цілісності України, вірність військовій присязі під час російсько-української війни;
- 2017 — орден Богдана Хмельницького ІІІ ступеня;
- 2017 — медаль «За оборону Авдіївки»;
- 2017 — пам'ятна медаль «За оборону Маріуполя»;
- 2017 — відзнака Президента України «За участь в антитерористичній операції»;
- 2018 — відзнака МВС;
- 2018 — нагрудний знак «За відзнаку в службі»;
- 2019 — відзнака Командувача об'єднаних сил «За звитягу та вірність»;
- 2019 — відзнака Командувача об'єднаних сил «Козацький хрест» ІІІ ступеня.

## Сімейний стан
Одружений із Юлією Даник. Станом на 2022 рік, згідно з декларацією, Юлія Даник була заступницею начальника одного з відділів у Черкаському інституті пожежної безпеки ім. Героїв Чорнобиля.